# Lee Je-no
Lee Je-no (tiếng Hàn: 이제노; Hanja: 李帝努, Hán-Việt: Lý Đế Nỗ; sinh ngày 23 tháng 4 năm 2000), thường được biết đến với nghệ danh Jeno, là một nam ca sĩ, rapper người Hàn Quốc. Anh hiện là thành viên của nhóm nhạc nam NCT, nhóm nhỏ NCT U và NCT Dream do SM Entertainment thành lập và quản lý.

## Tiểu sử
Jeno sinh ngày 23 tháng 4 năm 2000, tại Incheon, Hàn Quốc. Cái tên Lee Je-no là do ông nội đặt cho anh. Chữ "Đế" trong "Hoàng đế" còn "Nỗ" trong Nỗ lực". Jeno có một chị gái lớn hơn 2 tuổi. Dù bị dị ứng với lông mèo nhưng anh vẫn nhận nuôi ba con mèo hoang: Bongshik, Seol và Nal.
Jeno từng học ở trường trung học Hyunsan ở Ilsan, Goyang, Gyeonggi, Hàn Quốc. Tháng 3 năm 2016, Jeno theo học tại Trường Trung học Biểu diễn Nghệ thuật Seoul, nhưng đến đầu năm 2017 thì thôi học và chuyển sang học gia sư tại nhà để tập trung vào sự nghiệp. Tháng 8 năm 2018, Jeno vượt qua kì thi GED (General Education Development: Chứng chỉ Phát triển Giáo dục Trung học) - tương đương với bằng tốt nghiệp Trung học.
Jeno từng là người mẫu nhí và đã đóng nhiều quảng cáo khác nhau từ khi còn nhỏ. Jeno có thể chơi guitar và violin.

## Sự nghiệp

### 2005–2016: Buổi đầu sự nghiệp
Năm 2005 (5 tuổi) khi đi tàu điện ngầm cùng mẹ, Jeno đã được mời đóng quảng cáo sữa (School Attack, mùa 2, tập 11). Trước khi gia nhập SM, anh đã từng đóng một số quảng cáo.
Năm 2006, Jeno tham gia bộ phim Love Me Not.
Ngày 3 tháng 12 năm 2013, Jeno là một trong ba người đầu tiên được chính thức giới thiệu là thực tập sinh của dự án SM Rookies
Năm 2014, Jeno đã xuất hiện trong chương trình EXO 90:2014.
Năm 2015, Jeno tham gia Mickey Mouse Club, một chương trình thực tế trên kênh Disney Channel Hàn Quốc, cùng các thực tập sinh khác của SM Entertainment

### 2016–nay: Ra mắt với NCT Dream và NCT U
Tháng 8 năm 2016, SM Entertainment chính thức thông báo ra mắt nhóm nhỏ thứ ba của NCT là NCT Dream. Jeno ra mắt trong đội hình NCT Dream cùng 6 thành viên khác gồm Mark, Renjun, Haechan, Jaemin, Chenle, Jisung. Trong nhóm, Jeno giữ vai trò hát phụ, nhảy dẫn, rap dẫn. Ngày 8 và ngày 22 tháng 9 năm 2016, Jeno (cùng với Doyoung) xuất hiện với tư cách là dẫn chương trình khách mời cho chương trình M Countdown của đài Mnet. Ngày 7 tháng 9 năm 2017, Jeno (cùng với Haechan) một lần nữa đảm nhận vị trí dẫn chương trình M Countdown của đài Mnet. Từ ngày 22 tháng 5 năm 2018 đến ngày 26 tháng 11 năm 2019, Jeno là người dẫn chương trình của chương trình âm nhạc hàng tuần The Show của đài SBS MTV, cùng với Yeeun (CLC) và Kim Long Quốc.
Ngày 2 tháng 9 năm 2018, Jeno (cùng với Jaemin) đóng cameo cho bộ phim chiếu mạng ATEEN, tập 20. Ngày 30 tháng 11 năm 2018, trên chương trình Weekly Entertainment của đài KBS, Jeno xuất hiện với vai trò là một phóng viên, phỏng vấn nghệ sĩ Lee Seung-hwan - chủ nhân ca khúc "The Forever little Prince". Ngày 12 tháng 2 năm 2019, Jeno (cùng Jisung) tham gia Idol Room, cùng với đàn anh Taemin, với tư cách là khách mời. Từ ngày 18 tháng 3 năm 2019, chuyên mục JSMR của Jeno được đăng tải hằng tuần trên kênh YouTube chính thức của nhóm, NCT DAILY.

## Danh sách đĩa nhạc
| Năm  | Tiêu đề              | Định dạng           | Bài hát |
| ---- | -------------------- | ------------------- | --- |
| 2016 | Chewing Gum          | Single              | 1. Chewing Gum 2. Chewing Gum (Chinese Ver.) |
| 2017 | The First            | Single Album        | 1. My First And Last 2. My First And Last (Chinese Ver.) 3. Dunk Shot 4. Chewing Gum 5. Chewing Gum (Chinese Ver.)                                                                                 |
| 2017 | We Young             | Mini Album          | 1. We Young 2. La La Love 3. Walk You Home 4. My Page 5. Trigger The Fever 6. We Young (Chinese Ver.)                                                                                              |
| 2017 | Joy                  | Nhạc số             | 1. Joy |
| 2018 | NCT 2018 Empathy     |                     | 1. Go 2. Black on Black |
| 2018 | We Go Up             | Mini Album          | 1. We Go Up 2. 1,2,3 3. Beautiful Time 4. Drippin 5. Dear Dream 6. We Go Up (Chinese Ver.) |
| 2018 | Hair in the air      | Nhạc số             | 1. Hair in the air |
| 2018 | Candle Light         | Nhạc số             | 1. Candle light |
| 2019 | Don't Need Your Love |                     | 1.Don't Need Your Love |
| 2019 | Fireflies            |                     | 1.Fireflies |
| 2019 | We Boom              | Mini Album          | 1.BOOM 2.STRONGER 3.119 4.Bye My First... 5.Best Friend 6.Dream Run |
| 2020 | Reload               | Mini Album          | 1.Ridin' 2.Quite Down 3.7 Days 4.Love Again 5.Puzzle Pieces |
| 2021 | Hot Sauce            | 1st Album           | 1. Hot Sauce 2. Diggity 3. Dive Into You 4. My Youth 5. Rocket 6. Countless (3,2,1) 7. ANL 8. Irreplaceable 9. Be There For You 10. Rainbow                                                        |
| 2021 | Hello Future         | 1st Repackage Album | 1. Hello Future 2. Bungee 3. Hot Sauce 4. Diggity 5. Life Is Still Going On 6. Dive Into You 7. My Youth 8. Rocket 9. Countless (3,2,1) 10. ANL 11. Irreplaceable 12. Be There For You 13. Rainbow |

## Chương trình truyền hình đã tham gia
| Năm                 | Tên                                     | Kênh                                                                                      | Ghi chú |
| ------------------- | --------------------------------------- | ----------------------------------------------------------------------------------------- | --- |
| 17/10/2014          | EXO 90:2014                             | Mnet                                                                                      | cùng SM Rookies |
| 2014                | RookieStation                           |                                                                                           | 14/8/2014 ep.3 Happiness of SMROOKIES 21/8/2014 ep.4 SMTOWN live special 31/8/2014 ep.5 Jisung special              |
| 23/7/2015           | Mickey Mouse Club                       | Disney Channel Hàn Quốc                                                                   | cùng Mark, Haechan, Jaemin, Jisung                                                                                  |
| 2016                | NCT Life in Bangkok                     | True4U (Thái Lan) Naver TV Cast / V-app (Hàn Quốc) Ali Music / Youku / Tudou (Trung Quốc) | cùng Jaemin, Taeyong, Doyoung, Ten, Taeil, Jaehyun, Mark, Yuta, Hansol, Johnny, Haechan, Jisung                     |
| 24/10/2016          | My SMT                                  |                                                                                           | cùng NCT Dream |
| 2017                | NCT Life Dream                          | VLive                                                                                     | cùng Renjun, Chenle, Jisung                                                                                         |
|                     | NCT Night Night                         | SBS Power FM                                                                              | 11/4/2017 Jeno 24/4/2017 Jeno 23/8/2017 NCT Dream 16/9/2017 Jeno, Renjun 23/9/2017 Jeno, Renjun 7/09/2018 NCT Dream |
| 18/8/2017 11/9/2018 | Choi Hwa Jung's Power Time              | SBS Power FM                                                                              | cùng NCT Dream |
| 2018                | School Attack                           | SBS                                                                                       | Season 2 - ep 11, ep 12: NCT Dream                                                                                  |
| 2018                | Weekly Idol                             | MBC                                                                                       | Ep 347. NCT 2018 Ep 371. NCT Dream Ep. 418. Renjun, Haechan, Jaemin, Chenle                                         |
| 3/4/2018 9/11/2018  | Celuv TV                                |                                                                                           | cùng NCT Dream |
| từ 22/5/2018        | The Show                                | SBS                                                                                       | MC chính thức |
| 20/8/2018           | Idol Star Athletic Championships (ISAC) | MBC                                                                                       | |
| 5/9/2018            | Yang Yo Seob's Dreaming Radio           | MBC FM4U                                                                                  | cùng NCT DReam |
| 6/9/2018 18/9/2018  | Cool FM Radio                           | KBS                                                                                       | cùng NCT Dream |
| 30/11/2018          | Weekly Entertainment                    | KBS2                                                                                      | |
| 12/2/2019           | Idol Room                               | JTBC                                                                                      | cùng Jisung |
| 23/7/2019           | Idol Room                               | JTBC                                                                                      | cùng Renjun, Haechan, Jaemin, Chenle                                                                                |
| 10/8/2019           | Battle Trip                             | KBS                                                                                       | Ep.152 cùng Jaemin                                                                                                  |
|                     | Immortal Songs                          | KBS                                                                                       | cùng Renjun, Jaemin, Chenle, Jisung                                                                                 |
| 2019                | Puff Save NCT Dream                     |                                                                                           | cùng NCT Dream |
| từ 18/3/2019        | JSMR                                    | youtube NCT Daily                                                                         | |
| 2020                | NCT Life: Dream in Wonderland           | Seezn                                                                                     | NCT Dream |
| 2021                | Weekly Idol                             | MBC                                                                                       | Ep.519 |

## Quảng bá thương hiệu
| Năm  | Quảng cáo        |
| ---- | ---------------- |
| 2005 | Seoul Milk       |
| 2005 | Pulmuone         |
| 2005 | Paris Baguette   |
| 2006 | Matbam (맛밤)    |
| 2006 | Digipet (디지펫) |
| 2006 | Clean Lab        |
| 2006 | KyungDong Navien |
| 2006 | Hyundai Steel    |
| 2008 | Woongjin         |
| 2010 | Seoul G20 Summit |
| 2010 | Dr.You           |
| 2011 | 보람상조         |
| 2011 | 씽크U            |
| 2012 | Hanhwa           |